# Mouriri cearensis
Mouriri cearensis é uma espécie de arbusto da família Melastomataceae.
A autoridade científica da espécie é (Huber). Foi descrita pela Bulletin de l'Herbier Boissier, sér. 2, 1: 318. 1901.

## Brasil
Esta espécie é endêmica e não nativa do Brasil. É encontrada na região Norte: Pará, e na região Nordeste: Ceará, Maranhão, Piauí.

## Uso Alimentar
Os frutos são consumidos  por comunidades locais e têm potencial para o desenvolvimento de produtos alimentícios como geleias e bebidas. Estudos demonstraram que esse fruto é uma alternativa viável para enriquecer a merenda escolar em escolas públicas de Fortaleza, devido à sua boa aceitação sensorial e valor nutricional. A polpa é rica em compostos antioxidantes, como polifenóis, e apresenta baixa acidez, tornando-a adequada para o preparo de alimentos processados.